# Теория X и теория Y
Теория X и Теория Y — теории Дугласа Макгрегора о мотивации людей и поведении в управлении.

## Теория X
В этой теории управление предполагает, что работники изначально ленивы и будут по возможности избегать работы. Из-за этого работники должны быть под пристальным наблюдением, для чего разрабатываются комплексные системы контроля. Необходима иерархическая структура с пониженной нормой управляемости на каждом уровне. Согласно этой теории, работники проявляют мало амбиции без привлекательной программы поощрения и избегают ответственности, если это возможно.
Менеджер по Теории X, как правило, считает, что всё должно заканчиваться возложением ответственности на кого-нибудь. Он считает, что все предполагаемые работники ищут выгоды для себя, все потенциальные сотрудники ищут выгоды только для себя. Как правило, такие руководители полагают, что единственная цель заинтересованности сотрудников в работе — это деньги. В большинстве случаев они обвиняют в первую очередь человека, не ставя вопрос о том, что, может быть, винить надо систему, стратегию или отсутствие подготовки.
Более того, руководители Теории X не могут доверять ни одному сотруднику, и это постоянно всеми средствами показывается вспомогательному персоналу. Менеджера Теории X можно назвать препятствием производительности и моральному духу сотрудников.
Многие руководители (в 60-е годы), как правило, поддерживали Теорию X в том её аспекте, что они довольно пессимистически оценивали своих работников. Менеджер Теории X считает, что его сотрудники не хотят по-настоящему работать, что они скорее будут избегать обязанностей и что работа менеджера заключается в структурировании деятельности и побуждении сотрудников. Результатом такого мышления стало то, что руководители Теории X естественным образом принимают более авторитарный стиль, основанный на угрозе наказания.
Один из серьёзных недостатков этого стиля управления — то, что он имеет гораздо больше шансов вызвать отрицательный эффект масштаба в больших предприятиях. Теория Y позволяет расширять бизнес при одновременном увеличении прибыли, поскольку заводские рабочие имеют свои собственные обязанности.

## Теория Y
Управление предполагает, что работники могут быть амбициозными, иметь внутренние стимулы, стремятся взять на себя больше ответственности, осуществлять самоконтроль и самоуправление. Считается, что сотрудники получают удовольствие от своих обязанностей, связанных как с умственным, так и физическим трудом. Считается также, что работники испытывают желание проявлять творческое и прогрессивное мышление в производстве, если представляется возможность. Существует шанс повысить производительность, предоставляя служащим свободу работать по мере своих возможностей, не увязая в правилах.
Менеджер Теории Y считает, что при благоприятных условиях большинство людей хотят работать хорошо и, что у рабочей силы есть резерв неиспользуемых творческих способностей. Они верят, что удовлетворение от хорошего выполнения своей работы само по себе является мощным стимулом. Менеджер Теории Y постарается устранить препятствия, мешающие работникам полностью реализовать себя.
Многие люди понимают Теорию Y как позитивный набор предположений относительно работников. Внимательное прочтение «Человеческой стороны предприятия» показывает, что Макгрегор просто приводит доводы в пользу того, что руководители должны быть открыты для более позитивного взгляда и возможностей, которые они создают.